# Aplocera costaclausa
Aplocera costaclausa là một loài bướm đêm trong họ Geometridae.